# Cajal (cratère)
Pour les articles homonymes, voir Cajal.
Cajal est un cratère lunaire situé sur la face visible de la Lune. Il se trouve sur la Mare Tranquillitatis. Il a un aspect quelque peu déformé. L'intérieur est couvert par de la lave. 
Ce cratère a déjà été désigné sous le nom de Jansen F, avant de recevoir son nom actuel par l'Union astronomique internationale en 1973 en l'honneur du scientifique espagnol Santiago Ramón y Cajal.